# 村崎友
村崎 友（むらさき ゆう、1973年 -）は、日本の小説家・推理作家。京都府生まれ。成城大学文芸学部国文学科卒業。

## 経歴・作風
大学時代は成城大学ミステリクラブに所属。ソフト開発会社のプログラマーを経て、2003年「夕暮れ密室」で第23回横溝正史ミステリ大賞最終候補（受賞作なし）。2004年『風の歌、星の口笛』で第24回横溝正史ミステリ大賞を受賞した。デビュー作の『風の歌、星の口笛』は、SF的舞台を使った本格ミステリで、その後は青春ミステリを書いている。初野晴とは大学時代から交友がある。

## 作品

### 単著
- 風の歌、星の口笛（2004年5月 角川書店 / 2007年10月 角川文庫）
- たゆたいサニーデイズ（2006年11月 角川書店）
  - 【改題】校庭には誰もいない（2015年4月 角川文庫）
- 修学旅行は終わらない（2008年8月 MF文庫ダ・ヴィンチ）
- 夕暮れ密室（2015年2月 KADOKAWA / 2018年9月 角川文庫）
- フェイバリット・シングス（2015年12月 光文社）
- 風琴密室（2022年5月 KADOKAWA）

### アンソロジー
「」内が村崎友の作品
- 忘れない。贈りものをめぐる十の話（2007年12月 ダ・ヴィンチブックス）「四月の風はさくら色」
- 忍び寄る闇の奇譚 メフィスト道場1（2008年11月 講談社ノベルス）「紅い壁」
- 蝦蟇倉市事件2（2010年2月 東京創元社ミステリフロンティア）「密室の本 真知博士 五十番目の事件」
  - 【改題】街角で謎が待っている がまくら市事件（2014年12月 創元推理文庫）
- ミステリ愛。免許皆伝！ メフィスト道場（2010年3月 講談社ノベルス）「鎧塚邸はなぜ軋む」
- 学園祭前夜 青春ミステリーアンソロジー（2010年10月 MF文庫ダ・ヴィンチ）「ディキシー、ワンダー、それからローズ」
- 0番目の事件簿（2012年10月 講談社）「富望荘で人が死ぬのだ」